# Bruce Lahn
Pour les articles homonymes, voir Lahn (homonymie).
Bruce Lahn, né en 1969, est un généticien à l'université de Chicago; il a effectué des recherches dans le domaine de la génétique humaine et de l'évolution des gènes au cours de l'évolution humaine, notamment concernant les chromosomes sexuels humains et les modifications génétiques qui ont généré l'évolution du cerveau humain.
Lahn est venu aux États-Unis en provenance de Chine afin de poursuivre ses études après avoir participé au mouvement pro-démocratie de la fin des années 1980.
Lahn a été distingué par le Merrill Lynch Forum Global Innovation Award ; il a en outre reçu le prix TR100 de Technology Review, le prix Burroughs Wellcome Career, et une bourse Searle. Il a aussi été nommé dans la liste des « 40 de moins de 40 ans » (40-Under-40) éditée par Crains Chicago Business. Lahn a reçu son B.A. en biologie d'Harvard, et son Ph.D. du Massachusetts Institute of Technology,.

## Travaux et controverses
En 2006, il a publié un article intitulé "Ongoing adaptive evolution of ASPM, a brain size determinant in Homo sapiens" indiquant que les Européens, Nord-Africains, Asiatiques et Amérindiens avaient subi une évolution génétique accélérée augmentant leur capacité cognitive et leur intelligence mais que cette évolution génétique n'avait pas touché les Africains subsahariens.
Les sites Web et les magazines d'extrême droite promouvant le racisme et le suprémacisme blanc se sont rapidement emparés ses déclarations, notamment lorsqu'il admet qu'il reste encore des questions majeures sur l'évolution du cerveau humain, mais une implication claire selon son étude est que l'évolution pourrait avoir abouti à des différences génétiques qui ont influencé la capacité intellectuelle de personnes géographiquement séparées - ce que le généticien racialiste James Watson a finalement laissé entendre. Lahn s'est attiré les critiques de nombres chercheurs de renom en génétique en évoquant que les différences génétiques qu’il a découvertes ne signifient peut-être pas une évolution récente - et même si c’était le cas, qu'il s’agirait d’un saut trop important pour suggérer un lien avec l’intelligence. Francis Collins, directeur du programme génome aux National Institutes of Health, déclare : « Ce n'est pas le moment de signaler une association faible qui pourrait ou non tenir le coup ». Plusieurs groupes scientifiques ont réfuté ou les découvertes du Dr Lahn. Sa propre université déclare désormais qu'elle abandonne une demande de brevet qu'elle a déposée pour couvrir un test d'intelligence basé sur l'ADN qui s'appuyait sur ses travaux.
Pilar Ossorio, professeur de droit et d'éthique médicale à l'Université du Wisconsin, critique Bruce Lahn pour avoir laissé entendre une conclusion similaire à « The Bell Curve », un best-seller raciste de 1994 de Richard J. Herrnstein et Charles Murray. Le livre affirmait que les performances moyennes inférieures des Afro-Américains aux tests de QI avaient une composante génétique et n'étaient pas uniquement le résultat de facteurs sociaux. Faisant référence à Lahn et à ses co-auteurs, le professeur Ossorio déclare : « C'est exactement ce à quoi ils voulaient en venir. Il y a eu beaucoup de discussions dans les couloirs. Les gens disaient qu'il faisait des dégâts dans tout le domaine de la génétique. »
Peu de temps après, trois études ont montré que les suggestions des articles originaux étaient fausses. Le Dr Lahn lui-même était l'un des auteurs de ces études infirmantes. D'autres analyses mathématiques ont montré que les hypothèses statistiques contenues dans les articles originaux étaient probablement également erronées. Malheureusement, les médias ont ignoré les études qui démontraient que les articles originaux étaient erronés. En conséquence, les messages inexacts sur les différences biologiques et la race continuent de circuler comme étant la vérité dans les publications scientifiques et populaires,,,,.
Lorsque le Projet Génome Humain a donné accès à de nouvelles informations sur les gènes, les chercheurs ont observés que les gènes ne provoquent pas de grandes différences entre de grands groupes de personnes. Mais ces preuves impressionnantes n’ont toujours pas ébranlé l’idée selon laquelle les gènes pourraient créer des différences cérébrales entre les groupes raciaux. Ensuite, deux nouvelles ressources sont devenues disponibles (The International HapMap Project et Genome Wide Association Studies). À ce jour, ceux-ci n’ont également montré aucun impact important des gènes individuels et peu de cas importants de sélection naturelle.
En 2009, il publie dans la revue scientifique Nature une demande de reconnaissance de la diversité génétique qui existe au sein de l'espèce humaine, et notamment au sein des différents groupes biologiques humains ; pour Bruce Lahn, faire la promotion de la similarité entre tous les hommes est illogique voire dangereux.